# Campoplex haywardi
Campoplex haywardi là một loài tò vò trong họ Ichneumonidae.